# Stora Grävlingen
Stora Grävlingen är en sjö i Lindesbergs kommun i Västmanland och ingår i Norrströms huvudavrinningsområde.